# Santiago Pol
Santiago Pol (España, 1946) es un diseñador, docente y artista nacido en Barcelona, España y nacionalizado venezolano. A lo largo de su carrera artística de hace más de cincuenta años, ha diseñado numerosos carteles que son popularmente conocidos en la cultura venezolana, entre ellos se cuentan los logos realizados del plano del metro de Caracas, el logotipo del CNE y, en el ámbito internacional, notablemente, el cartel de las Olimpiadas en Beijing celebradas en el 2008.

## Trayectoria
Santiago Pol nació el 19 de enero de 1946 en Cardereu, Barcelona, España. Llegó a Venezuela en 1954.
Realizó su formación artística y académica en la Escuela Cristóbal Rojas en Caracas y en la Escuela Superior de Bellas Artes en París, Francia. Perteneció a grupos de arte de la vanguardia venezolana del siglo XX como El círculo del pez dorado, Ocho peces dentro del pez, Taller experimental de arte y Taller doce. Durante esta etapa compartió con otros artistas como Oscar Vásquez y Víctor Hugo Irazábal. También estuvo relacionado con los maestros Alirio Palacios, Víctor Valera y Jacobo Borges. En Francia entró en contacto con Carlos Cruz Diez, Hugo de Marco y Víctor Vasarely. Durante varios años trabajó en el diario El Nacional y en el Consejo Nacional de la Cultura (CONAC). En esta institución, que inicialmente se llamaba el INCIBA, desarrolló un importante cuerpo de trabajo vinculado al diseño de carteles desde el año 1968. A la par realizó un importante trabajo gráfico con el diseño de libros, portadas de di

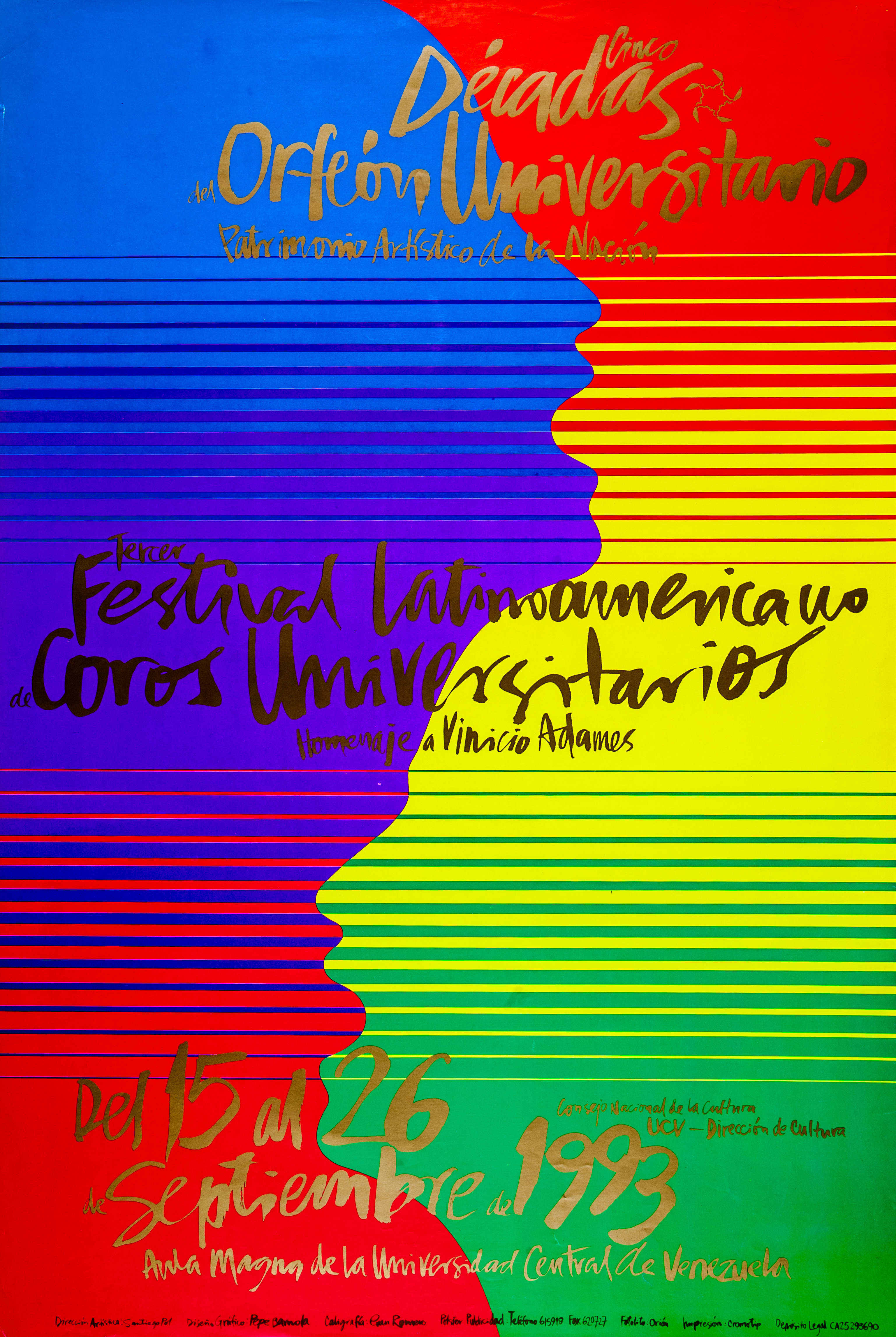

scos para músicos como Yordano Di Marzo, Dimensión Latina y Serenata Guayanesa; revistas y logotipos entre otros. En 1978, junto a Nedo Mion Ferrairo, Álvaro Sotillo y Gerd Leufert participó en la creación de La nueva estampilla venezolana.  
El trabajo de Pol se ha exhibido en distintas ciudades de Venezuela y en países como Brasil, Cuba, Argentina, México, Colombia, Inglaterra, Francia, Alemania, Italia, Japón, Estados Unidos y Finlandia. Ha participado en diversas exposiciones colectivas y en las más importantes Bienales dedicadas al cartel celebradas en Polonia, Estados Unidos, Finlandia, República Checa, Japón, Italia, entre otros. 
Asimismo, participó en la exposición individual de carteles más importante fuera de Venezuela fue la de Afiches Venezolanos en el Museo de Artes Decorativas en París, durante 1991. En 50 años de trabajo ha elaborado más de 500 carteles y ha sido ganador de premios como la Paloma de Oro al Mejor Afiche en el Festival de Cine en Leipzig, Alemania; Premio al Mérito en la Sexta exposición Club de Directores de Arte de Nueva York; Mención honorífica en la VI Bienal de Afiches Varsovia; Medalla de Bronce en la Trienal de Afiches de Toyama, Japón, entre otros. Sus carteles forman parte de las colecciones de artes gráficas del Museo de la Estampa y del Diseño Carlos Cruz-Diez en Caracas, MoMA en Nueva York, Museo de Artes Decorativas en París, Israel Museum en Jerusalem, Museo del Afiche de Polonia y la National Library de Washington entre otros.
Representó a Venezuela en la Bienal de Venecia en 2005 con la Muestra Color, Amor y Calor de la Pequeña Venecia. Pol es también Premio Nacional de Artes Plásticas 2001 y miembro de Alliance Graphique Internationale (AGI) desde 1997. Es Embajador de Buena Voluntad del CELAM en Venezuela y de la Universidad de Palermo en Argentina. Realizó en el año 2014 la serie de murales Valores en tránsito  en la Universidad Católica Andrés Bello y en el 2016 la Sala Mendoza le realizó una gran muestra de los carteles diseñados durante cinco décadas. Su nombre ha estado asociado a grandes diseñadores como Shigeo Fukuda, Milton Glaser, Roman Cieslewicz, Jukka Veistola, Niklaus Troxler, Pablo Azcuy, Nedo Mion Ferrario y Gerd Leufert entre otros. En el año 2015 la Organización Cato Brand Partners lo seleccionó entre los 250 mejores diseñadores del mundo.
Además de sus contribuciones al gremio artístico, también ha sido docente en la Universidad Central de Venezuela, Universidad Santa María, Universidad Simón Bolívar, entre otras, siendo destacable el rol que desempeña en los estudios de diseño integral de la Universidad Experimental del Yaracuy ubicada en Venezuela, de donde actualmente es el decano fundador de la carrera de diseño integral.
Desde el año 2017 vive en Barcelona, España donde ha continuado su trabajo gráfico
y ha colab
orado con el maestro Joan Costa, y el Espai PD.

## Obras destacadas y estilo
El estilo de Santiago Pol ha sido descrito como provocativo, ya que en él se plasma el diálogo de sus espacios donde pone diálogo su iconografía e imaginería de figuras y grupos de figuras entre sí, dejando así sensaciones y memorias en el colectivo que lo rodea y su relación con lo natural y lo urbano. Los carteles destacan en la obra pictórica de Santiago Pol y con ellos busca acentuar las funciones emocionales del cuerpo humano. Humberto Valdivieso señala en el libro «Carteles Venezolanos de Santiago Pol» que Pol busca "apelar" a la existencia del observador cuando activa una corriente entre el discurso estético y el ciudadano común. Entre sus obras destacan:  

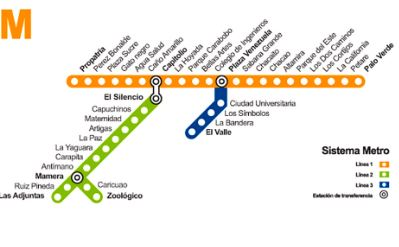
Diagrama de líneas del Metro de Caracas (1982)

- Diagrama de líneas del Metro de Caracas (1982).
- La nueva estampilla venezolana (1978).
- Logotipo de la Misión Sucre.[7]

- Emblemas del Consejo Nacional Electoral (1998 y 2005).
- Emblemas del Orfeón Universitario y la Dirección de Cultura de la UCV.
- Murales «Valores en Tránsito» para la Universidad Católica Andrés Bello (2014-2015).[8]
- Carteles para el Festival Internacional de Teatro de Caracas.
- Cartel para las Olimpíadas de Beijing(2008).[9]

- Cartel Cine por la paz del mundo para el Festival de Cine de Leipzig (1982).
- Cartel Polar en el objeto popular (1991).
- Cartel Santiago Pol para la fundación José Ángel Lamas (1989).
- Cartel Nuevo México cine y video contemporáneo (1992).
- Cartel INDULAC 50 años (1991).
- Cartel Barba Roja (1976).
- Cartel Contra Danza (1977).

## Comentarios críticos
"Santiago Pol diseña para el papel y el entorno. Investiga las relaciones entre el espacio gráfico y el contexto natural y urbano. Lo hace aferrado al propósito de mover el cuerpo y la psique de los ciudadanos: sorprender y comunicar. Sus trabajos tienen origen en la escucha, la observación y el análisis. Están precedidos por cientos de estudios hechos en bocetos". Humberto Valdivieso
"Santiago Pol: un maestro que le ha dedicado toda su vida a la comunicación urbana, a la construcción del imaginario de nuestras ciudades, al optimismo ciudadano, a la provocación estética y a nuestra esencia como venezolanos; la cual llama: “calor, color y amor de la Pequeña Venecia”". Humberto Valdivieso
"La importancia de Santiago Pol en este contexto reside sustancialmente en su peculiar capacidad de utilizar el afiche como detonante para la formulación de un idioma, cuya expresión se articula a través de imágenes/hablantes que penetran de raíz el lenguaje gráfico como espacio de comunicación y, a la vez, como espacio de alteración de la percepción y activación de la intuición". María Luz Cárdenas
"Una aproximación al universo del diseño de Santiago Pol arroja un balance de inteligencia, calidades plásticas, don de la comunicación y características de humor e ironía. Objeto, palabra, imagen, imprenta, en una sola hoja de papel. Santiago Pol es un fino y sensible artista gráfico, con enormes cualidades para transmitir un evento cultural. Su obra es el cartel en Venezuela". Juan Carlos Palenzuela
"Cuando Santiago Pol se trazó como meta hacer carteles, viniendo de París, con el cinetismo en las venas y el pensamiento, después de trabajar con Hugo D'Marco realizando múltiples de Vasarely, no pensó que a fuerza de constancia, de trabajo y de mucha terquedad, se convertiría en el diseñador de afiches más importante del país".
"Enérgico, pero envuelto en vida, que respira y destila sentido del humor como principio básico de su trabajo gráfico, ese, el llamado Santiago, también apellidado Pol, se muestra una y otra vez, para hacer sonreír, nunca llorar. Sonreír, para poder reflexionar, dejando el gusto por el disfrute de una imagen, que siempre será cargada con la intención de que riamos". Ñico Pérez

## Exposiciones
- Dibujos y pinturas. Galería Pez Dorado. Caracas (1962).
- Sobre lágrimas y telenovelas. Galería XXII. Caracas (1966).
- VI y VII Bienal Internacional del Afiche de Varsovia. Varsovia (1976-1978).
- Carteles culturales. Instituto Venezolano Francés. Caracas (1977).
- La nueva estampilla Venezolana. Galería de Arte Nacional. Caracas (1978).
- Afiches. Instituto de Diseño de la Fundación Neumann. Caracas (1981).
- I Trienal Internacional de Carteles de Toyama. Toyama (1985).
- Doce kilómetros de afiches. Metro de caracas. Caracas (1986).
- Afiches de cine. Cinemateca de Río de Janeiro. Río de Janeiro (1984).
- Afiches. Bolívar Hall. Londres (1987).
- Espacios de Santiago Pol. Galería Tito Salas. Caracas (1989).
- Santiago Pol, Affiches Vénézuéliennes. Museo de la Publicidad y las Artes Decorativas. París (1991).
- Olfato Visual. Museo de la Estampa y del Diseño Carlos Cruz-Diez. Caracas (2001).
- Color, Amor y Calor de la Pequeña Venecia. 51 Bienal de Venecia. Venecia (2005).
- El Quijote gráfico. Universidad Católica Andrés Bello. Caracas (2005).
- Carteles Pol-i-facéticos. MACZUL. Maracaibo (2013).
- Valores en tránsito. Universidad Católica Andrés Bello. Caracas (2014).
- Polifonía Gráfica. Medio siglo de carteles en Santiago Pol. Sala Mendoza. Caracas (2016).